# Telimena graminella
Telimena graminella är en svampart som beskrevs av Syd. & P. Syd. 1914. Telimena graminella ingår i släktet Telimena och familjen Phyllachoraceae.   Inga underarter finns listade i Catalogue of Life.